# Quán chúng Quý Châu
Cyrtomium guizhouense là một loài thực vật có mạch trong họ Dryopteridaceae. Loài này được H.S. Kung & P.S. Wang miêu tả khoa học đầu tiên năm 1997.